# Santiago de Veráguas
Santiago de Veráguas é a Capital da Província de Veráguas, na República de Panamá, e do Distrito ou Município do mesmo nome. Localizada no interior do país nas margens da Rodovia Pan-americana. Limita ao norte com os Distritos de San Francisco, Ao sul com o Distrito de Montijo, Ao Leste com o Distrito de Atalaia e ao Oeste com o Distrito de La Mesa.

## História
Santiago de Veráguas foi fundada pelos moradores de Montijo e Santa Fé no Século XVII, que reunidos neste lugar, decidiram fundar uma cidade que lhes servira de centro de partida para as expedições. Foi estabelecido ao sul do rio Martín Grande, comumente chamado Rio Los Chorros.
Com toda evidência Santigo não existia ainda em 1606 quando o Bispo do Panamá, Dom Antonio Calderón, relatou sua relação com os povos que formavam a Província de Veráguas. Aparecem Santa Fé (o mais antigo), San Pedro do Montijo, La Atalaya, Nuestra Señora de los Remedios e Chiriquí, denominado Alanje. Tampouco aparece na deficiente cartografia, como é o caso do mapa do Governador Lorenzo del Salto, fechado em 1620.
O manuscrito 2930 da Biblioteca Nacional de Madrid expressa claramente que Santiago já existia em 1621 (folheto 159 r°) o qual corrobora a hipótese de que sua fundação é devido ter lugar ou nos anos próximos três anos do século XVI ou nos inícios do XVII.
O cronista Juan Diez De La Calle em sua obra “Coleção de Documentos da Historia Eclesiástica e Civil da América”, precisa que a “cidade de Santiago de Veráguas foi fundada em 23 de outubro de 1621”.
O cronista fez uma relação onde da para conhecer as cidades e povos indígenas do reino de Terra Firme. Outros testemunhos acerca da existência da cidade de Santiago de Veráguas Velha, como se chamou em documentos coetâneos que dão informes sobre sua mudança em 1637, procedem de outras referências e valiosos documentos inéditos.
De maneira que existem dois momentos bem definidos nas páginas da história de Santiago: a cidade de Santiago de Veráguas a velha de 23 de outubro de 1621 e a nova de 1637.
Ao extinguir-se definitivamente o Tribunal da Audiência do Panamá pela Real Cédula em 20 de junho de 1751, o país caiu regido por um governo militar com o nome de Comandância General de Terra Firme, a qual incluía a Província de Veráguas. Em 28 de novembro de 1821 se proclamou na Cidade de Panamá, a Independência do Panamá da Espanha, em 4 de dezembro desse mesmo ano, na Cidade de Santiago de Veráguas se proclamou a Independência da Província de Veráguas do poder espanhol. Em 9 de novembro de 1903, as 3:30 p.m, nesta cidade, se firma a ata de adesão para a Separação do Panamá da Colômbia.

## Economia
A economia de Santiago é a base do comércio, bancos, lojas de eletrônica, supermercados. A agricultura e a pecuária são parte importante da economia desta cidade. A Auferiria em corregimentos como La Peña, La Talabarterìa em La Colorada, um grande engenho açucareiro na Raya de Santamaria, fazem que seja muito dinâmica a economia desta região.

## Demografia
A população da cidade de Santiago de Veráguas se estima em uns 85,000 habitantes (segundo cifras dos Censos Nacionais do ano 2007).

## Gastronomia
Existem na cidade restaurantes de franquias internacionais como: Mc Donald's, KFC, e Domino's Pizza, e nacionais, como Pío Pío. Igualmente restaurantes que oferecem tanto comida nacional, como internacional, tais como: Pizza Happy, Mar del Sur, Charlie Shop e La Cocina del Abuelo, sítios onde podo assegurar que se pode degustar comida gourmet, a preços moderados. E também pode encontrar restaurantes de comida corrente (exemplo: arroz, poroto, lentilhas, plátano, galinha guizada, tamales de pollo puerco, bolos de mantequilha, coco etc.) como o localmente famoso Restaurante Aire Libre.

## Infraestrutura
Santiago não é o lugar onde esperas ver altos edifícios, mas encontraras charmosas praças, avenidas e parques. Uma de suas infra-estruturas mais destacadas é a Escola Normal Juan Demostenes Arosemena construída faz mais de 60 anos e com uma recente reestruturação, também em 27 de fevereiro de 2009 foi inaugurado o estádio Omar Torrijos Herrera.

## Turismo
A cidade de Santiago de Veráguas conta com 500 habitações distribuídas em hotéis, pensões e apartamentos temporais tais como: Aparthotel Roselas, Camino Del Sol, Hostal Familiar Rolo, Hostal Familiar Veráguas, Hotel Cion Gi, Hotel Galeria, Hotel Gran David, Hotel La Hacienda, Hotel Melior, Hotel Pana China, Hotel Piramidal, Hotel Plaza Gran David, Hotel Santiago, Hotel Hong, Pensão Aguila, Pensão Alessandra, Pensão Central, Pensão Santa Monica, Hotel Vistalago Ecoresort.

## Galeria

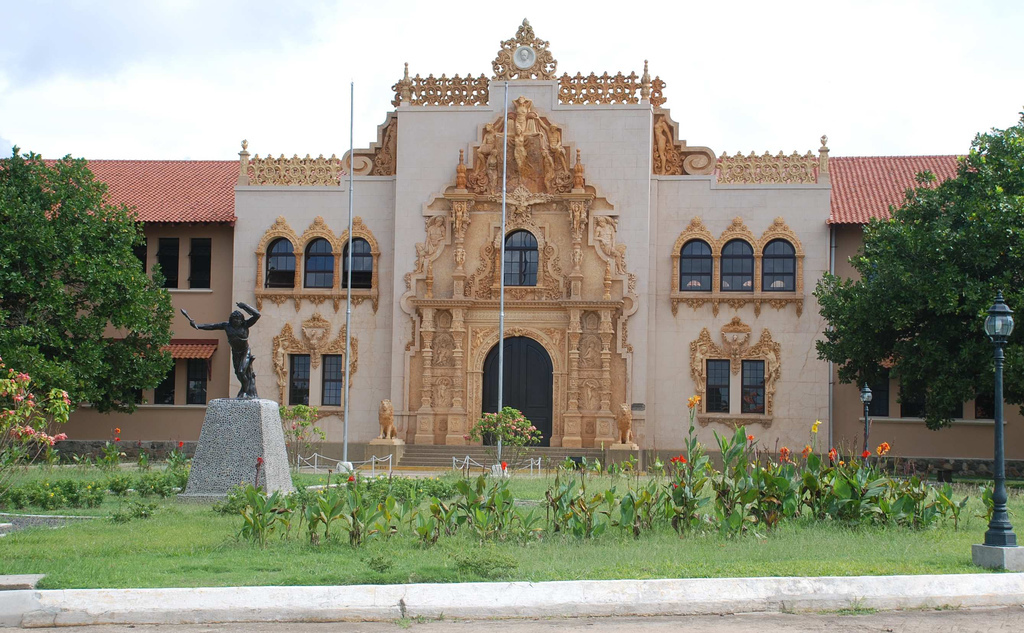
Escola Normal
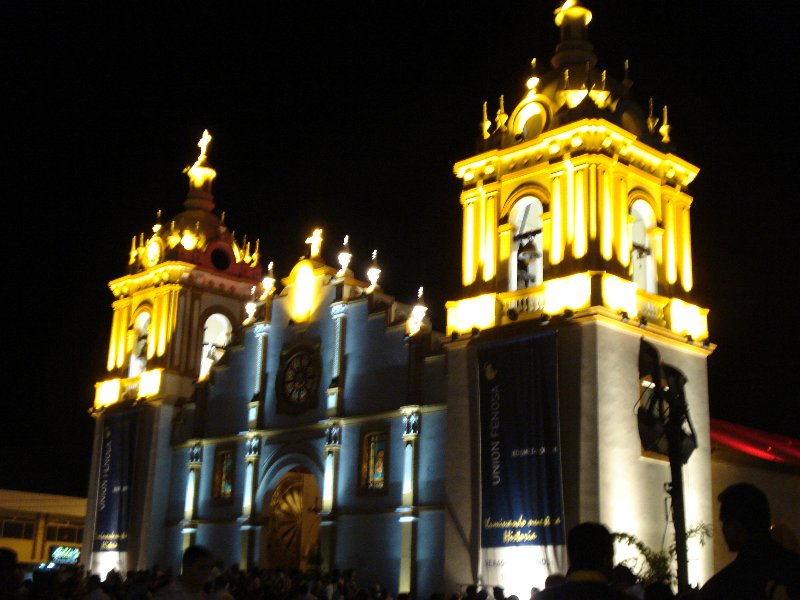
Catedral de Santiago Apóstolo
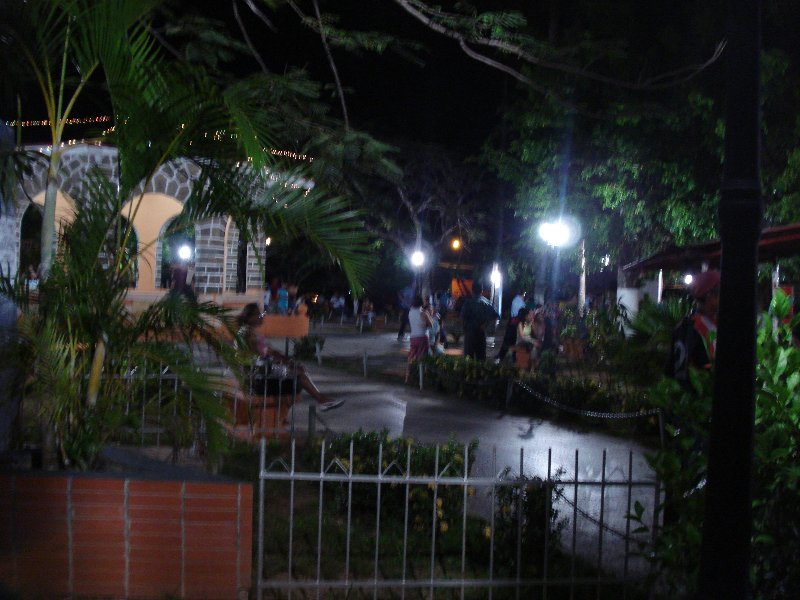
Parque Santiago